# Silistra
Silistra (bolgarsko Силистра) je glavno mesto istoimenske oblasti v severovzhodni Bolgariji, ki leži na desnem bregu reke Donave ob meji z Romunijo, v južni Dobrudži, v bližini romunskega mesta Călărași. Leta 2012 je mesto imelo 35.230 prebivalcev.
Do leta 1940 je pripadala Romuniji.